# Небальд, Дьёрдь
Дьёрдь Небальд (венг. Nébald György; р. 9 марта 1956, Будапешт) — венгерский фехтовальщик на саблях, чемпион Олимпийских игр 1988 года в Сеуле, многократный чемпион мира.

## Биография
В 1976 году стал чемпионом мира среди юниоров. В том же году дебютировал в национальной сборной.
Супруга — фехтовальщица на шпагах Ильдико Минца-Небальд (род. 1969), бронзовая призёрка Олимпийских игр 2008 года в личном первенстве. Старший брат — фехтовальщик Рудольф Небальд (род. 1952), вместе в Дьёрдем выигравший бронзу в командном первенстве на Олимпиаде в Москве.
Окончил юридический факультет Будапештского университета.
По окончании спортивной карьеры работал юристом. В 2001 году избран президентом арбитражного суда по спорту. С 2006 года — капитан сборной Венгрии по сабле.